# Комјатна
Комјатна (слч. Komjatná) насељено је мјесто са административним статусом сеоске општине (слч. obec) у округу Ружомберок, у Жилинском крају, Словачка Република.

## Становништво
| Година:    | 1994. | 2004.   | 2014.   | 2024.   |
| ---------- | ----- | ------- | ------- | ------- |
| Број људи: | 1392  | 1485    | 1521    | 1574    |
| Разлика:   |       | +6,68 % | +2,42 % | +3,48 % |

| Година:    | 2023. | 2024.   |
| ---------- | ----- | ------- |
| Број људи: | 1573  | 1574    |
| Разлика:   |       | +0,06 % |

Према подацима о броју становника из 2011. године насеље је имало 1.499 становника.